# Johann Nepomuk Vogl
Pour les articles homonymes, voir Vogl.
Johann Nepomuk Vogl (né le 7 février 1802 à Vienne et mort le 16 novembre 1866 dans la même ville) fut un écrivain, poète et journaliste autrichien.

## Biographie
Vogl, dont on ne connaît que peu de chose sur la vie et les activités, était membre du groupe d'écrivains de café viennois du Silbernes Kaffeehaus. Il a laissé une centaine d'œuvres inventoriées, essentiellement des poèmes, ballades, Drames, nouvelles ou essais. Il a également produit plusieurs almanachs et opuscules, comme le Österreichische Wunderhorn (ab 1834) ou le Österreichischen Volkskalender.
Son œuvre le fait classer habituellement dans le courant du romantisme viennois tardif. Nombre de ses ballades ont été mises en musique entre autres par Carl Loewe, Franz von Suppé, Carl Gottfried Salzmann et Franz Schubert.
Il repose au cimetière central de Vienne (Groupe 0, rang 1, n°6). Depuis 1894 une place de Vienne porte son nom dans le 18e arrondissement de Vienne Währing.

## Œuvre
Ballades
- Das Erkennen (la reconnaissance)
- Heinrich der Vogler (Henri l'Oiseleur)
- Der Geächtete (le proscrit)
- Blumenballade (ballade des fleurs)
- Die vier Evangelisten in der Sophienkirche zu Constantinopel (les quatre évangélistes à l'église Sainte-Sophie de Constantinople)
- Der Mönch zu Pisa (le moine de Pise)

Autres poèmes
- Am Klosterbrunnen
- Das vergessene Land
- Die Kaiserjagd im Wienerwald
- Die schwarzen Augen

## Littérature
- (de) Anton Schlossar, « Vogl, Johann Nepomuk », dans Allgemeine Deutsche Biographie (ADB), vol. 40, Leipzig, Duncker & Humblot, 1896, p. 167-169
- Vogl, Johann Nepomuk (Nr. 29), In Constant von Wurzbach: Biographisches Lexikon des Kaiserthums Oesterreich, 51. Band, Wien 1885, S. 178–186.